# عباس فرزانغان

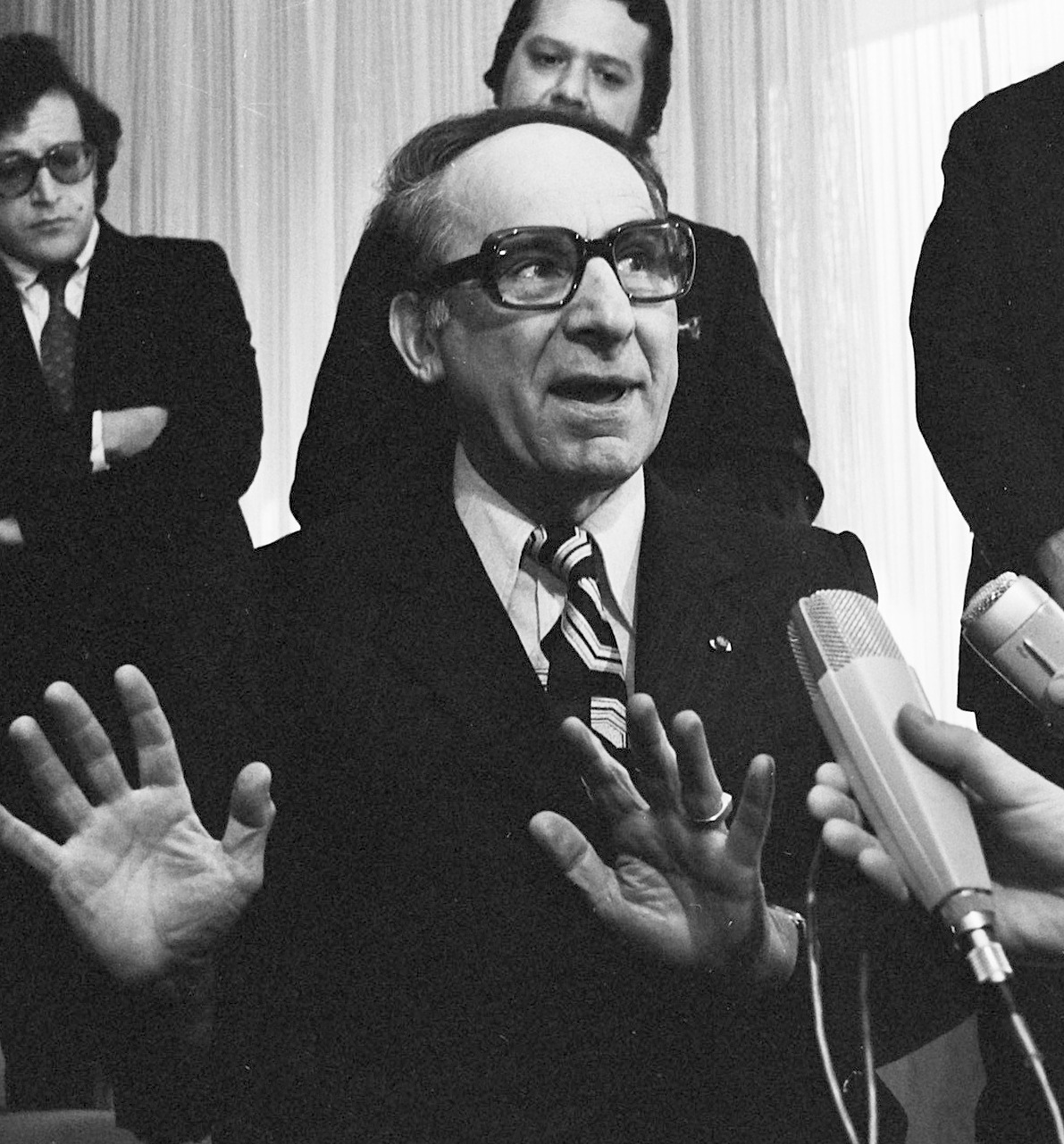
عباس فرزانغان في هولندا عام 1974

عباس فرزانغان (~1910–2004) عمل سفيرًا إيرانيًا للسعودية و4 دول أخرى خلال عهد محمد رضا بهلوي. عمل كذلك محافظًا لولالة أصفهان ووزيرًا للاتصالات وجنرالاً. فرزانغان كان جزءًا من مؤامرة للإطاحة بمحمد مصدق ووضع محمد رضا في السلطة. عاش في الولايات المتحدة منذ عام 1975 وتوفي 17 مارس 2004 بعمر 94.